# Чёрно-серый длиннохвостый голубь
Чёрно-серый длиннохвостый голубь (лат. Reinwardtoena browni) — вид птиц из семейства голубиных. Подвидов не выделяют.

## Распространение
Обитают на Островах Адмиралтейства и в Архипелаге Бисмарка в целом.

## Описание
Длина тела 40-46 см. Вес 279—325 г. Сходны с Reinwardtoena reinwardti, но без каштанового цвета в оперении. Лоб, макушка и задняя часть шеи серебристо-серые, переходя в белый цвет на «лице», грудке и нижней части тела. Бока и подхвостье темно-голубовато-серые, а спинка, круп, надхвостье, крылья и центральные перья чёрные. Радужная оболочка красная или желтая, ноги темно-красные; клюв темно-серый или коричневый с красноватым основанием. Оперение молодых особей преимущественно сажисто-серое.

## Биология
Известно, что в рацион входят ягоды.